# Rosario + Vampire
Rosario + Vampire|ロザリオとバンパイア|Rozario to Banpaia|rosaire et vampire| est une série de shōnen manga d'Akihisa Ikeda. Il a été prépublié entre août 2004 et juin 2007 dans le magazine Monthly Shōnen Jump de l'éditeur Shūeisha, et compilé en un total de dix volumes. Une seconde saison nommée Rosario + Vampire Saison II a été prépubliée entre décembre 2007 et février 2014 dans le magazine Jump Square, et compilée en un total de quatorze tomes. La version française des deux saisons est éditée en intégralité par les éditions Tonkam.
Une adaptation en série télévisée d'animation composée de vingt-six épisodes répartis sur deux saisons a été diffusée à partir du 3 janvier 2008. La saison 2 se nomme « Rosario + Vampire Capu2 ». Dans ce titre, « Capu2 » fait référence à « saison 2 ». « Capu2 » est prononcé comme dans « かぷちゅー (kapuchu). « かぷ (kapu) exprime le son d’un vampire qui mord. « ちゅー (chu) exprime le son d’un vampire suçant du sang. En France, la série est diffusée pour la première fois à partir du 17 mai 2010 sur Wakanim. Le 22 février 2023, Crunchyroll acquiert les droits de la série en VOSTFR et diffuse celle-ci à la même date.

## Histoire
Tsukune Aono est un jeune garçon banal qui, malheureusement, a raté tous ses examens d'entrée au lycée. Par un pur hasard, son père trouve une publicité pour le lycée Yokai, un lycée pour les monstres. C'est là-bas qu'il fait la rencontre de Moka Akashiya, une jeune fille à l'apparence angélique qui cache en réalité une double personnalité : c’est une vampire (monstres de classe S) très puissante. Ses pouvoirs se révèlent lorsque l'on arrache le rosaire ornant son cou. Grâce aux pouvoirs de Moka, tous deux vont combattre plusieurs monstres qui se rebellent au lycée Yokai. 
Plus tard, Tsukune et Moka rencontreront la succube Kurumu Kurono et Yukari Sendo, une petite sorcière surdouée. Ginei Morioka président du club de journalisme, un loup-garou (monstre de classe S) surnommé « Gin ». Dans le quatrième tome, on découvre Rubi Tōjō, une autre puissante sorcière, et Mizoré Shirayuki qui est une femme des glaces ayant quelques tendances de stalker (anglicisme signifiant quelqu'un qui suit et espionne).

## L’univers deRosario + Vampire
L'auteur puise son inspiration dans les monstres de la mythologie japonaise et de la mythologie européenne, qu'il modifie à sa manière. Il crée ainsi son propre univers où les monstres ont certaines caractéristiques qui n'appartiennent pas au folklore.
L'univers que développe l'auteur se décompose en deux clans, les monstres et les humains. Bien que les humains aient oublié l'existence des monstres, ces derniers gardent une haine farouche contre eux. L'histoire est axée sur un lycée de monstres qui essaye de rapprocher ces deux mondes différents en essayant d'accoutumer les jeunes monstres aux habitudes scolaires des humains (bulletins de notes, concours, associations…). De plus, la règle principale du lycée, ne pas montrer son apparence de monstre, incite à vivre en harmonie avec les humains. On peut même penser que l'arrivée du héros, Aono Tsukuné qui est un humain, n'est pas due au hasard et représente une nouvelle étape dans le projet de coexistence avec les humains pensé par le proviseur du lycée.
Un trait commun lie cependant tous les monstres, ils se régénèrent plus vite que les humains et tous les monstres possèdent une forme humaine.
Le monde des monstres est divisé selon les races, mais aussi, dans un cadre plus général, selon les races pures et les races impures ou métisses. La grande différence vient du fait que les races pures possèdent une plus grande puissance que les races impures, mais en contre-partie les races pures possèdent de grosses faiblesses. En effet, la race des vampires est une race pure d'une grande puissance, cependant ils deviennent très faibles s'ils sont exposés à de l'eau ou s'ils portent un rosaire. Par contre, une race impure comme les Barbares, a une puissance moindre mais ne présente pas de grosses faiblesses.
De plus une certaine haine s'est instauré entre les races pures et impures (qui sera traité du tome 6 au tome 9). Les races pures méprisaient les races impures, ce qui mena celles-ci à haïr les races pures. Cependant on ne peut pas dire qu'une race est plus forte que l'autre car tout dépend du contexte et de la situation présente.

### Les monstres
Les monstres de ce manga sont de diverses origines, même si on dénombre une plus forte influence de la mythologie japonaise (dont la cause est aisément compréhensible). Voici la liste de quelques monstres du manga et de leurs caractéristiques.
Vampires
Les vampires, dans ce manga, sont une race pure qui détiennent d'énormes pouvoirs. Ce sont des monstres de classe S, niveau légendaire craint de tous. Leur principale pouvoir vient du fait qu'ils peuvent transformer leur énergie de monstre en force, les rendant pratiquement invincible. Ce procédé d'une relative simplicité est particulièrement meurtrier. Leurs pouvoir réside dans leur sang qui est donc une source de pouvoir rare. Ils peuvent le transfuser à des humains pour partager leur pouvoir, les transformants ainsi en goules, et leur conférant un pouvoir proche de l'immortalité. De plus, il permet de sauver des personnes dans un état proche de la mort. Mais ce procédé comporte de nombreux risques. D'une part, il y a très peu de chances de réussir menant le sujet généralement vers la mort, il affaiblie temporairement le vampire qui donne son sang car c'est en celui-ci que réside son pouvoir, enfin le sujet transformé peut devenir une goule assoiffé de sang et totalement incontrôlable.
Comme tout race pure, les vampires possèdent des faiblesses comme l'eau pure ou les rosaires qui les empêchent de transformer leur énergie en force, les rendant très vulnérables lorsque ces faiblesses sont exploitées.
Contrairement à la tradition européenne, ici les vampires ne craignent pas le soleil mais l'eau. Par contre, on retrouve les grands traits caractéristiques des vampires : ils boivent du sang, peuvent transformer les humains en vampire/goule (bien que rare) et sont des monstres redoutables. L'auteur rajoute un nouveau pouvoir : la capacité de transformer son énergie en force. De plus, les goules ne sont pas contrôlables par le vampire qui les a mordu ce qui n'est pas la tradition. Normalement les goules deviennent les esclaves des vampires.
Succubes
Les succubes sont des créatures de la nuit qui charment le genre masculin, pour les réduire au rang d'esclave. Si un succube embrasse un homme, celui-ci devient un esclave qui lui au obéit au doigt et à l'œil. Elle peut aussi produire des illusions et jeter un charme sur un homme pour qu'il lui obéisse temporairement (cependant ce charme ne marche que si la succube croise le regard de sa victime). Pour les plus puissantes, les succubes peuvent obliger leurs victimes à se suicider par illusion. Elles possèdent des ongles très puissants et extrêmement coupants, leurs servant d'armes contre leurs ennemis. Elles ont aussi des ailes et possèdent aussi une grande force pouvant soulever plusieurs personnes en vol.
Ici le folklore européen est globalement respecté, la succube est effectivement une créature de la nuit qui séduit les hommes, les obligeant à l'adultère ou selon d'autres pays pour les manger. Les illusions que donne l'auteur rejoignent le cadre originel des succubes qui apparaissaient dans les rêves des hommes.
Loup-garou
Les loups-garou sont des créatures mi-homme, mi-loup qui appartiennent aux hautes classes de monstre. Ils possèdent une très grand vitesse, des griffes et des crocs acérés. En période de pleine lune, les loups-garou sont encore plus rapides et deviennent des monstres redoutables. Ils ne sont pas de sang noble, mais sont considérés comme une race très puissante pouvant rivaliser avec les hautes classes comme les vampires ou les Yokos.
Le loup-garou ici se différencie beaucoup de la tradition occidentale. Premièrement le loup-garou est ici un monstre à part entière, alors que normalement c'est un humain qui se transforme. De plus, les transformations en loup-garou se font de manières volontaires et un nombre illimités de fois, ce qui contre-dit la tradition de la transformation lors de la peine lune. Cependant, la relation très proche des loups-garou avec la lune est toujours présente. Son apparence de monstre, « relativement humaine », reflète bien le lien entre l'homme et l'animal.
Sorcière
Les sorcières dans ce manga sont des personnages qui font le lien entre les humains et les monstres. Ayant pour effet qu'elles se sont fait haïr des deux camps. Les sorcières invoquent des sorts en utilisant la puissance de la nature qui les entoure. Pour produire un sort, elles ont besoin d'un catalyseur (ici des baguettes pour nos deux héroïnes). Si elles perdent leur baguette, elles ne peuvent plus lancer de sorts. Elles se retrouvent alors totalement sans défense.
On retrouve ici les grandes traditions des sorciers et sorcières de tous les folklores. La sorcière possède en effet des pouvoirs qu'elle ne peut utiliser qu'en présence de catalyseur (baguettes, livres, balais…) et se retrouve impuissante quand on les sépare de leurs artefacts. L'auteur renoue avec le cadre originel des sorcières proches de la nature; On présume qu'à l'origine les sorcières étaient des femmes lettrées qui connaissaient les vertus curatives ou meurtrières des plantes. La sorcière est haïe du côté humain car on la prend pour un monstre et, du côté monstre car on la considère comme humaine.
Femme des neiges ou Yuki-onna
La femme des neiges dans ce manga apparaît comme un personnage pouvant maîtriser la glace et la neige. Dans son apparence de monstre, ses cheveux se transforment en stalactites et ses mains se transforment en cinq griffes de glace. Elles sont obligées de sucer des sucettes spéciales pour pouvoir réguler la température de leurs corps qui est beaucoup plus basse que celles des autres monstres. Elles peuvent aussi produire des clones de glace qui possèdent une certaine autonomie et peuvent être d'une grande aide dans les combats.
Harpye
Les harpyes dans ce manga sont des êtres dotés d'un corps mi-humain, mi-oiseau. Certaines d'entre elles possèdent différentes capacités, comme produire un son terrible ultrasonique capable de briser les tympans de leur victimes.
Yoko
Dans le manga, le yoko (妖狐, yōko, « esprit-renard ») est représenté comme une créature vulpine à quatre queues. Il est considéré comme une divinité et a la même puissance qu'un vampire. Il maîtrise la puissance du feu.
Barbares
Race impure (enfant avec deux races différentes ex : loup garou + sirène)
Orc
Monstre humanoïde imposant avec une longue langue et une grande taille. Ils ont l'esprit rebelle.
Sirène
Créature mi-humaine mi-poisson. D'après les grecs, ce sont des femmes-oiseaux.
Doppelgänger
Ils peuvent imiter la forme et les pouvoirs de ceux qu'ils touchent. Doppelgänger veut dire double.
Dragon
Créature légendaire, ressemblant à un reptile. Crache du feu, bien souvent.
Gorgone
Un monstre sinistre à la chevelure de serpents qui nous vient de la Grèce antique. La morsure de ses cheveux vous transformera en statue. Certaines Gorgones ont le pouvoir de pétrifier les gens seulement en croisant leur regard. Elles sont aussi appelées Méduse.
Dhampire
Être né d'un père vampire et d'une mère humaine. Ses pouvoirs sont similaires aux vampire mais sans leur faiblesses habituelles. Ils sont censés être des chasseurs de vampires innés grâce à leur détection des vampires.
Goules
Personne humaine ayant absorbé du sang de vampire en trop grande quantité, les transformants non pas en vampire mais en monstre assoiffé de sang ne vivant que pour se nourrir et faire un bon carnage. Il est possible de sceller ses pouvoirs (comme le rosaire des vampires) avec un holy lock.
Cyclope
Géant n'ayant qu'un seul œil.
Exorciste
Homme pouvant supprimer les forces des ténèbres (le proviseur).
Chimère
Tengu à bec de corbeau
Fantôme
Kishin ou Dieu Démon
Gremlin
Minotaure
Être mi-humain mi-taureau.
Monstre plante
Monstre Durian carnivore
Monstre porc-épic
Monstre taupe
Kraken
Sorte de calmar géant attaquant les marins et faisant couler leur bateau.
Onimodoki
Un monstre de classe inférieure qui trompe ses ennemis en imitant les techniques d'autres monstres. Il ne peut pas reproduire les pouvoirs réels, il est très mauvais au combat.
Phénix
Créature légendaire ressemblant à un oiseau de feu. Il est immortel. Lorsqu'il meurt, il renaît de ses cendres.
Mygale ou Tsuchigumo
Ce monstre mygale vous immobilisera avec quatre pattes et vous écharpera avec les deux restantes. Un monstre qui n'aime pas se battre a la loyale.
Femme-araignée ou Jorogumo
Piège ses victimes en les emprisonnant dans ses fils de sois gluant. Un caractère qui a du mordant, les femmes araignée sont comme leur nom l'indique mi-femme mi-araignée.
Raiju
Yasha
Zombies
Mort revenant à la vie, sans âme ni conscience et ne contrôlant pas ses désirs. Ils se nourrissent de chair humaine.
Trolls
Sa grande taille lui donne un certain avantage sur ses adversaires, mais il est loin d'être intelligent.
Lamia
Mi-Femme mi-reptile, elle dispose à sa guise de l'esprit de ses victimes.
Scolopendre ou Mukade-gami
Ce monstre scolopendre géant peut atteindre jusqu'à 100 mètres de haut. Monstre à l'appétit insatiable, il attaque dans le seul but de manger.
Shikigami
Un monstre de compagnie au service de son maître. Son pouvoir varie selon celui qui le possède.
Homme-sirène ou Merman
Monstre mi-homme mi-poisson avec deux bras, deux jambes, des écailles et des branchies. Il comprime l'eau qu'il amasse dans son corps pour en faire des projectiles et attaquer ses ennemis avec.
Homme-lézard ou Lizard-man
Monstre a tête de lézard, si vous ne faites pas partie de ses amis, il vous chassera et vous combattra sans relâche.
Mad Slug
Ce monstre limace belliqueux a le pouvoir de paralyser ses victimes à l'aide de son gaz empoisonné.

### Techniques de combat des personnages
Tsukune Aono (青野 月音, Tsukune Aono)
Au début Tsukune ne peut rien faire, étant trop faible. Mais lorsque Moka lui transfusera de son sang, il bénéficie dès lors d'une impressionnante force latente qui se réveille en cas de besoin. Cependant, le sang le transforme peu à peu, lui faisant perdre la tête lorsque sa force de vampire se déploie, et l'obligeant à porter en permanence un "Holy Lock" pour éviter qu'il se transforme en goule.
Plus tard, Tōhō Fuhai le prend sous son aile, modifie son corps pour lui permettre d'utiliser la magie et sa force de vampire en permanence, et lui enseigne plusieurs techniques de sorcellerie comme la Lame Spectrale, les Tonfas de Lumière ainsi que les Orbes Explosifs. À la fin de l'histoire, il devient un vampire à part entière, et est formé par Issa Shûzen (le père de Moka).
Moka Akashiya (赤夜 萌香, Akashiya Moka)
Dans sa version libérée (aussi appelée la Moka Vampire), Moka décuple sa force. Elle utilise des techniques de style Taekwon-do, mixée avec du free fight. Sa technique favorite (avec laquelle elle se débarrasse souvent de ses ennemis en one-shot) est le Crescent Moon Kick, un coup de pied circulaire ascensionnel à la fin duquel elle fait une roue pour retomber sur ses pieds ( genre Rolling Thunder dans Angelic Layer). Elle utilise également sa force en donnant des gifles monumentales qui envoient ses ennemis dans les murs environnants. Contre les ennemis dignes d'elle, elle utilise sa vitesse phénoménale pour les empaler de la pointe des doigts ou bien emploie des techniques de jambes, le plus souvent rotatives, pour les envoyer valser au loin. Son surname, son familt name ou son nom de famille n'appartient pas à une famille. Son «last name» ou «nom durer», qui est Akashiya, est une anagramme du mot ayakashi, qui est un autre mot pour un genre de monstre ou d'esprit japonais ou de fantôme japonais, un type de Yōkai. C'est pourquoi sa famille partage le nom de Shuzen alors qu'elle est la seule Akashiya. Le nom de famille de sa mère, ou en italien, le cognome, comme dans le cognome de sa mère, est Bloodriver; le nom de sa mère est Akasha Bloodriver. Son nom japonais est アカーシャ＝ブラッドリバー (Akāsha Buraddoribā) comme Akasha Bloodriver (アカーシャ＝ブラッドリバー, Akāsha Buraddoribā). Le nom de famille de sa mère, Bloodriver, va après son prénom, et est Buraddoribā en japonais. Le « L » se transforme en « r » en japonais, et il y a la lettre « u » pour séparer le son, il n'y a pas de "v" dans la langue japonaise, donc il devient "b". C'est à moins que ce soit le caractère katakana ヴ. Et enfin, il n'y a pas de "er" en langue japonaise. Mais aussi, son nom a la lettre dans la romanisation Hepburn, en raison du caractère silencieux «ー» en japonais. Le nom de la mère de Moka en japonais était Akāsha Buraddoribā. Akasha était un vampire tout-puissant. Une partie de son nom, Akasha, qui est "aka-", signifie "rouge" en japonais. "Bloodriver" signifie "rivière sang" comme dans "une rivière de sang". « Blood » signifie « sang » en anglais, et « river » signifie rivière. Akasha était belle, et elle ressemblait à Outer Moka, ou plus, Outer Moka ressemble à la façon dont elle ressemblait avant qu'elle soit morte quand elle était en vie, alors Inner Moka est devenu Akasha comme Outer Moka à travers le Rosario. À travers le Chapelet, Rossary, ou Rosario, Moka est devenu Moka extérieur, avec des cheveux roses et des yeux verts. Inner Moka a des cheveux longs et argent et longueur de la taille, et des yeux rouges brillants avec des pupilles fendues. Par le Rosaire, Roseraie, ou ce que l'on peut appeler le Rosario, Intérieur Moka a été scellé, et il y avait la fausse personnalité, Outer Moka. Intérieur Moka, ou Inner Moka, est le plus proche de la vraie Moka, alors que Moka avait l'air de cette façon, avec des cheveux argentés et des yeux rouges quand elle était plus jeune avant les années intermédiaires, ses années de lycée junior. Akasha a donné à Moka le chapelet pour protéger son être intérieur, avec cela, elle mourut.
Sa mère était une vampire fort et puissant. Elle était l'une des Trois Seigneurs Sombres. Comme l'un des Three Dark Lords, ou Trois Seigneurs Sombres, Akasha était une force à prendre en compte. « Three » est le mot anglais pour « trois », et « lords » signifie « seigneurs », ce qui signifie « dark » signifiant « sombre » ou « sombres ». L'autre des Trois Seigneurs Sombres est Toho Fuhai, également appelé Touhou Fuhai, ou Tōhō Fuhai, et Alucard. Dans l'anime, Issa Shuzen, ou Issa comme son prénom, ou nom première, est l'un des Three Dark Lords. Les deux autres sont inconnus.
Le nom donné ou le nom donne du père de Moka est Issa Issa Shuzen (朱染 一 茶, Shuzen Issa). Son nom est Issa (一茶). Issa et Akasha étaient très amoureux, mais avant cela, il y avait Gyokuro Shuzen, ou Gyokuro (朱染 玉露, Shuzen Gyokuro), qui est la mère biologique de Kahlua, demi-sœur de Moka et Kokoa, l'autre demi-sœur de Moka. L'autre sœur de Moka est sa sœur aînée, et la plus ancienne sœur de la famille, Aqua Shuzen ou Akua Shuzen (朱 染 亞 愛, Shuzen Akua). Kahlua Shuzen (朱染 刈愛, Shuzen Karua, Kalua Shuzen), Gyokuro, et Aqua sont tous séparés de Fairy Tale, un groupe ou organisation qui assassine les personnes, et dirigé par Kuyō, un démon renard, ou kitsune, en particulier un Yōko, dont les pouvoirs sont basés sur le feu. Il est vaincu après que Tsukune a été injecté avec du sang de Moka. Akua est la plus ancienne des sœurs de Moka. L'écriture anglaise de son homonyme est "mocha", alors qu'en italien, c'est "moca". Elle et les membres de sa famille sont tous nommés d'après les boissons. Elle est attentionnée et attachante.
Kokoa Shuzen (朱染 心愛, Shuzen Kokoa)
Bien qu'elle n'ait pas encore atteint le niveau de sa grande sœur Moka, elle fait souvent appel à Kotchan, qu'elle peut transformer à volonté en étoile du matin géante (sorte de morgenstern géant dont le pommeau est une aile de chauve-souris) ou en toute autre arme de même calibre. Elle a terriblement peur de sa sœur aînée Kahlua, et bien qu'elle la cache, elle a une crainte secrète des dragons. Elle sort rendez-vous avec Haiji Miyamoto.
Kurumu Kuruno (黒乃 胡夢, Kurono Kurumu)
Quand elle combat, notre jolie succube montre les crocs et surtout les griffes. En effet, ses ongles s'allongent de façon incroyable pour devenir des griffes meurtrières de près de 60 cm de long. Elle utilise ses ailes de succube pour attaquer en piqué depuis les airs. De plus, elle peut lancer des attaques combinées avec Mizoré : Neige de Succube et leur attaque combinée ultime,  Symphonie n°9 en Noir & Blanc.
Mizore Shirayuki (白雪 みぞれ, Shirayuki Mizore)
La jeune fille des neiges n'a pas de style particulier : elle combat à l'aide de griffes de glace, de kunaïs de glace et d'attaques gelantes, comme le cercueil de givre et les échardes glaciaires. Elle possède également des attaques combinées avec Kurumu : Neige de Succube et Symphonie n°9 en Noir & Blanc, des attaques mises au point par elles deux pour battre Moka dans sa forme libérée.
Yukari Sendo (仙童 紫, Sendō Yukari)
Yukari est une sorcière de jeune âge qui a gagné pour être au lycée en raison d'être un génie. Son quotient de haute intelligence, ou IQ haute, l'a amené à être un étudiant de première année avec le reste des personnages principaux de la première saison. Elle est la toute première sorcière, avec Ruby Tojo ou Rubi Tojo étant la seconde. Elle peut lancer des sorts, et elle utilise des pots et des cartes de tarot, et utilise également des baignoires volantes pour endommager ses ennemis. Elle a 11 ans au début de la série, et à la saison deux, ou à Saison II / Season II, elle a 12 ans. "Witch" et "sorceress" les deux ont le même mot de traduction en français : « Sorcière ». " Sorceress " ou " sorcerer " signifie à l'origine quelqu'un qui utilise la " sorcery ". "Witch" à l'origine signifie quelqu'un qui utilise la "witchcraft". « Witchcraft » se traduit en français par « métier de sorcier » ou « sorcerer's craft » ou« sorceress's craft » ou « witch's craft ». "Craft" est généralement le mot anglais pour "artisanat". «Sorcier» est aussi le mot français « wizard » ou « warlock ». « Démoniste » est plus commun pour « warlock ».
Ruby Tojo (橙条 瑠妃, Tōjō Rubi)
La seconde sorcière apparaît. Elle n'est pas un élève comme le reste, car elle est plus ancienne que le reste, et travaille pour le directeur, Temei Mikogami de l'école à la place. Mais elle fait également partie du Club du Journal. Ruby est une sorcière fort et puissante, ayant la main pleine dans «Tournesols et une Vampire». (Sunflowers and a Vampire). Elle a les cheveux noirs qu'elle porte en deux pigtails avec des tiges de queue de cheval blanches ou des liens de cheveux blancs. Elle a également des yeux orange-écarlate. Elle a la peau claire et le rouge à lèvres rouge pour être des lèvres rouges, et est assez grand avec une longue jupe blanche. Elle porte un corset rouge sans bretelles, qui est rose dans l'anime. Bien que pas un élève, Ruby est un membre très important du Club du Newspaper. Elle n'est pas étudiante, ou plutôt élève, parce qu'elle aime servir. Ruby est dit à aime BDSM ou S&M, car elle est un masochiste.
Quand Tsukune et les filles ont été poursuivies par Kokoa pour Outer Moka extérieur à se transformer en Intérieur Moka/Inner Moka, Ruby et Gin ont fait un photoshoot plutôt que de les aider.
Elle travaille sous le directeur, Tenmei Mikogami (御子神 典明, Mikogami Tenmei) Le directeur, Tenmei Mikogami, ou Tenmei Mikogami (御子神典明, Mikogami Tenmei) a Ruby le sert, qui est la chose préférée de Ruby dans le monde entier. Ruby est belle, intelligente, et sait très bien comment utiliser sa sorcellerie. "Witch" et "sorceress" les deux ont le même mot de traduction en français : « Sorcière ». "Sorceress" ou "sorcerer" signifie à l'origine quelqu'un qui utilise la " sorcery ". "Witch" à l'origine signifie quelqu'un qui utilise la "witchcraft". « Witchcraft » se traduit en français par « métier de sorcier » ou « sorcerer's craft » ou « sorceress's craft » ou « witch's craft ». "Craft" est généralement le mot anglais pour "artisanat". « Sorcier » est aussi le mot français «wizard» ou «warlock». « Démoniste » est plus commun pour « warlock ». Son nom peut être Ruby Tōjō ou Ruby Tojo, ainsi que Rubi Tōjō. En japonais, son nom est Tōjō Rubi, car le nom de famille est le premier dans les textes de noms japonais et au Japon.
San Otonashi (音無 燦, Otonashi San)
Cette seiren a une chanson parfaite de la protection. Cependant sa véritable puissance se situe dans sa chanson blessante ultrasonique qui casse lentement à part son adversaire intérieurement. Elle utilise un chant appelé le monde du silence qui permet d'endommager directement l'intérieur du corps de l'adversaire. Son carnet de croquis est réellement son limiteur de puissance et lui sert à contrôler sa force. Elle est considérée comme un ange par les humains. Elle est une sirène.
Ginei Morioka (森丘 銀影, Morioka Gin'ei)
Comme tout loup-garou qui se respecte, Ginei utilise sa vitesse alliée à sa force de loup pour surprendre ses adversaires et les dévorer. Il fonce généralement dans le tas et possède une résistance physique impressionnante. Il tire sa puissance de la pleine lune. Son pseudo est « Gin » (銀).
Lui et Ruby ont fait un photoshoot plutôt que de sauver Tsukune et les autres de Kokoa. Il est perverti et absent de mental, mais il est loyal et a un bon cœur. Sa loyauté est très probable parce qu'il est un canin, la famille des chiens et la famille des loups. L'article de loyauté est ici: Loyauté. « Loyalty » en anglais est ici: Loyalty. Bien que « loyauté » pour la Wikipédia en anglais, est familier avec un être humain, la loyauté est plus fréquemment trouvée dans la famille des animaux Canis, et Gin est un loup-garou et pas un humain. Il est également associé à la fidélité.
Il est aussi un peeping-tom. Son surnom sur le campus est "Mad Dog" Morioka.
Lui est en fait très bon cœur.
Haiji Miyamoto (宮本 灰次, Miyamoto Haiji)
C'est un tengu à bec de corbeau, en revanche en tant que Karatéka c'est un combattant redoutable. Il sort de rendez-vous avec Kokoa Shuzen. Il est un expert en karaté. En tant que maître de karaté, il a commencé dans la série très pleine de lui-même. Il a contesté Kokoa sous sa forme adulte, mais tout à coup, elle s'est transformée en un minuscule petit enfant de jeune âge, mais seulement en apparence, bien sûr.
Il peut parfois agi comme un jerk, mais en vérité, Haiji a un très bon cœur et se soucie de Kokoa et les amis de Kokoa. Lui et sa petite amie, Kokoa ont souvent des matchs sparring plutôt que rendez-vous. Il se soucie non seulement de Kokoa et ses amis, y compris Tsukune, mais il s'intéresse aussi à ses amis propres. Il se soucie des amies de Kokoa, et aussi Tsukune. Il est doux au fond et n'est pas un antagoniste dans la série. Il est aussi un karasu-tengu. Il est un tengu corbeau avec des plumes noires. En anglais, il s'appelle "Crow Tengu", bien que "crow" et "raven" traduisent tous deux "corbeau" en français. En tant que un Cro-Tengu, il peut voler, et s'envoler.
Fang Fang Huang (黄 芳芳, Won Fanfan)
Maîtrisant certaines techniques d'arts martiaux, il se sert plutôt par préférence, d'un sabre de monnaie afin de pouvoir procédé à une magie d'invocation qui lui permet de faire apparaitre un monstre qui agit sous ses ordres. Il a été ajouté au casting pour faire plus mâles dans le jeu de personnage principal et avoir plus de membres masculins dans le Newspaper Club. Son nom peut aussi être écrit comme Fangfang Huang.
Ling Ling Huang (黄 鈴鈴, Won Rinrin)
Bien qu'elle soit un zombie chinois, signifiant un jiangshi ou jiang-shi, pour se battre elle utilise une technique appelé le sabre dimensionnel qui permet de trancher n'importe quel objet ou être vivant. Elle est morte il y a longtemps. Elle l'utilise depuis des années chez elle «Après tout, je suis déjà morte» sur son frère, Fang Fang. Elle a la peau pâle et les cheveux noirs comme son frère, et elle est plus âgée que son frère, avant même de mourir et de devenir immortelle et être undead pour toujours. Son nom peut aussi être écrit comme Lingling Huang.

## Manga

### Fiche technique
- Édition japonaise : Shūeisha
  - Nombre de volumes sortis : 10 + 14 (terminé)
  - Date de première publication : 4 octobre 2004
  - Prépublication : Monthly Shōnen Jump (saison 1), Jump Square (saison 2)
- Édition française : Tonkam
  - Nombre de volumes sortis : 10 + 14 (terminé)
  - Date de première publication : septembre 2006
  - Format : 120 mm × 180 mm
  - 192 pages par volume
- Autres éditions :
  -  VIZ Media

## Anime

### Fiche technique
- Titre français : Rosario + Vampire
- Titre original : ロザリオとバンパイア (Rozario to Banpaia)
- Réalisation : Takayuki Inagaki
- Scénario : Hiroshi Yamaguchi, Ritsuko Hayasaka d’après Rosario + Vampire d'Akihisa Ikeda
- Musique : Kouhei Tanaka et Shirō Hamaguchi
- Character design : Mariko Fujita
- Studio d’animation : Gonzo
- Licencié par :
  -  Japon : TV Kanagawa
  -  France : Black Box[5]
- Nombre d’épisodes diffusés : 
  -  Japon : 26
  -  France : 26
- Durée : 25 minutes
- Dates de première diffusion :
  -  3 janvier 2008
  -  17 mai 2010 sur Wakanim[6] (Diffuseur légal d'animation japonaise)

### Liste des épisodes
L'anime est constitué de 26 épisodes de 25 minutes répartis sur deux saisons.

### Doublage[8]
| Personnages      | Voix japonaises | Voix françaises   |
| ---------------- | --------------- | ----------------- |
| Tsukune Aono     | Daisuke Kishio  | Damien Laquet     |
| Moka Akashiya    | Nana Mizuki     | Dany Benedito     |
| Yukari Sendō     | Kimiko Koyama   | Sandra Vandroux   |
| Kurumu Kurono    | Misato Fukuen   | Justine Hostekint |
| Mizore Shirayuki | Rie Kugimiya    | Amandine Longeac  |
| Ruby Tōjō        | Saeko Chiba     | Angélique Heller  |
| Shizuka Nekonome | Kikuko Inoue    | Angélique Heller  |
| Kokoa Shuzen     | Saitou Chiwa    | Maud Rudigoz      |
| Ginei Morioka    | Tomokazu Seki   | Michaël Maïnö     |
| Keito            | Yukana Nogami   | Elise Gamet       |